# 阿格諾科查湖
13°07′16″S 75°09′15″W / 13.12111°S 75.15417°W
阿格諾科查湖（Lake Agnococha），是秘魯的湖泊，位於該國中南部萬卡韋利卡大區，由卡斯特羅維雷納省的聖阿納區負責管轄，處於奧爾科科查湖以北，長3.54公里、寬1.8公里，海拔高度4,714米。